# Нукан
Нука́н, или Ноука́н, Наука́н (перс. نوكان‎) — небольшой город на западе Ирана, в провинции Керманшах. Входит в состав шахрестана Керманшах и является восточным пригородом его одноимённого центра.
На 2006 год население составляло 10 377 человек.

## География
Город находится в юго-восточной части Керманшаха, в горной местности западного Загроса, на высоте 1 339 метров над уровнем моря.
Нукан расположен на расстоянии приблизительно 700 метров к востоку от Керманшаха, административного центра провинции и на расстоянии 400 километров к юго-западу от Тегерана, столицы страны.